# Phycocyanine

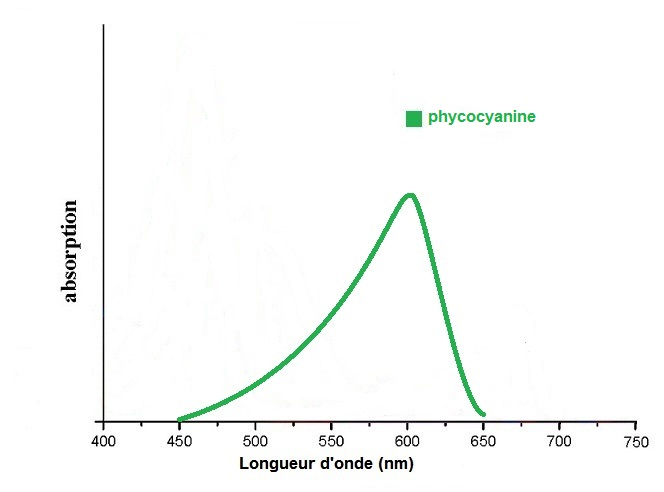
spectre d'absorption de la phycocyanine

La phycocyanine (du grec phyco signifiant « algue » et cyanine venant de la couleur « cyan », qui est dérivé du grec « kyanos » et signifie bleu-vert) est l'association de protéines de la famille des phycobiliprotéines, et de pigments hydrosolubles de la photosynthèse, les phycocyanobilines. Toutes les phycobiliprotéines sont solubles dans l'eau et ne peuvent donc exister à l'intérieur d'une membrane, contrairement aux complexes protéines-pigments des végétaux supérieurs, (porteurs de caroténoïdes, et de chlorophylles), mais peuvent s'agréger pour former des complexes collecteurs de lumière, nommés phycobilisomes, qui adhèrent à la membrane thylakoïdale. 
La phycocyanine absorbe les lumières orange et rouge, dans des longueurs d'onde plutôt proches de 620 nm (dépendant de son type spécifique), et émet par fluorescence à environ 650 nm (dépendant aussi de son type). L'allophycocyanine absorbe et émet à des longueurs d'onde plus élevées que la phycocyanine C ou la phycocyanine R. 
Les phycocyanines peuvent se trouver dans les Cyanobactéries (appelées auparavant "algues bleu-vert"), les Glaucophytes et les algues rouges. 
Les phycobiliprotéines ont des propriétés de fluorescence qui sont utilisées dans la méthode immuno-enzymatique ELISA.
Les 3 autres phycobiliprotéines sont :
- l'allophycocyanine ;
- la phycoérythrine ;
- la phycoérythrocyanine.